# Henri Cotteret
Henri Cotteret, né le 25 janvier 1922 à Saint-Malo et mort le 24 janvier 1970 dans la même ville, est un militaire français, Compagnon de la Libération. Au début de la Seconde Guerre mondiale il décide de se rallier à la France libre et participe aux combats d'Afrique du Nord et d'Italie avant de prendre part à la Libération de la France.

## Biographie

### Jeunesse
Henri Cotteret naît le 25 janvier 1922 à Saint-Malo, dans une famille de commerçants.

### Seconde Guerre mondiale
Trop jeune pour être mobilisé en 1939 lors du déclenchement de la Seconde Guerre mondiale, il entend l'appel du général de Gaulle alors qu'il a 18 ans et décide de quitter la France pour rejoindre l'Angleterre. Arrivé à Londres, il s'engage le 1er juillet 1940 dans les forces françaises libres. Promu caporal en mars 1941 puis sergent en juin de la même année, il part pour le Cameroun où il est affecté au 1er régiment de tirailleurs du Cameroun (1er RTC). Au début de l'année 1942, le 3e bataillon du 1er RTC en est détaché pour devenir le bataillon de marche no 5 (BM5). Henri Cotteret y est affecté à la 1re compagnie.
Il quitte l'Afrique pour se rendre en Syrie avec le BM5 qui est intégré à la 1re division française libre (1re DFL). En octobre 1942, il est engagé dans la seconde bataille d'El Alamein puis à partir de mai 1943, participe à la campagne de Tunisie où il s'illustre lors de la bataille de Takrouna. En décembre, son frère Marcel, membre de la résistance en Bretagne, est fusillé par les Allemands au Mont Valérien. À partir d'avril 1944, il prend part à la campagne d'Italie dans laquelle il se distingue le 24 mai lorsqu'il part au secours d'un chef de bataillon blessé en première ligne et le ramène sain et sauf sous une pluie d'obus de mortiers. Le 12 juin suivant, il contribue à la prise d'une position ennemie à Bagnoregio.
Le lendemain du débarquement de Provence, il accoste à Cavalaire et participe à la libération de Hyères et à la bataille de Toulon. Il suit ensuite la progression de la 1re DFL jusqu'aux Vosges. Promu sergent-chef, il prend part à la libération de Belfort puis à la bataille d'Alsace. Au printemps 1945, il se trouve dans les Alpes où il termine la guerre après les combats du massif de l'Authion.

## Après-guerre
Après sa démobilisation le 30 juin 1945, Henri Cotteret retourne à Saint-Malo où il devient commerçant. Il crée et dirige ensuite jusqu'à sa mort une entreprise de bateaux en plastique. Henri Cotteret meurt le 24 janvier 1970 dans sa ville natale de Saint-Malo où il est inhumé.

## Décorations
|  |  |  |  |  |  |
|  |  |  |  |  |  |
|  |  |  |  |  |  |

| Chevalier de la Légion d'honneur                                     | Chevalier de la Légion d'honneur | Compagnon de la Libération          | Compagnon de la Libération          | Médaille militaire                                          | Médaille militaire                                          |
| Croix de guerre 1939-1945                                            | Croix de guerre 1939-1945        | Médaille de la Résistance française | Médaille de la Résistance française | Médaille coloniale Avec agrafes "AFL", "Libye" et "Tunisie" | Médaille coloniale Avec agrafes "AFL", "Libye" et "Tunisie" |
| Médaille commémorative des services volontaires dans la France libre |                                  |                                     |                                     |                                                             |                                                             |